# Tričada Petčaratová
Tričada Petčaratová (v anglickém přepise Treechada Petcharat, thajsky ตรีชฎา เพชรรัตน์, v thajské transkripci Trichada Phetcharat, avšak známější po jmény Poyd, nebo Polly, thajsky ปอย, transkr. Poi, Nong Poy, nebo Treechada Malayaporn 5. října 1986, Phang Nga, Thajsko) je thajská transgender herečka a modelka. Ve věku 17 let podstoupila změnu pohlaví (z mužského na ženské).